# Asaka, Uzbekistan
Asaka (tiếng Uzbek: Asaka/Aсака; tiếng Nga: Aсака) là một thành phố và là trung tâm hành chính của huyện Asaka ở phía đông Uzbekistan, nằm ở rìa đông nam của thung lũng Fergana gần biên giới giữa Uzbekistan và Kyrgyzstan.
Asaka đã trải qua quá trình công nghiệp hóa nhanh chóng trong thời kỳ Xô viết. Hiện nay, đây là thành phố công nghiệp lớn thứ hai ở tỉnh Andijon, sau tỉnh lỵ Andijan. Asaka là nơi có nhà máy lắp ráp ô tô đầu tiên ở Trung Á, GM Uzbekistan (trước đây là UzDaewooAuto).

## Từ nguyên
Nguồn gốc của tên gọi thành phố là không chắc chắn. Một số nguồn nói rằng nó bắt nguồn từ tiếng Saka "asvaka" hoặc "as-saka", lần lượt có nghĩa là "ngựa" hoặc "kỵ sĩ". Do đó, một bức tượng ngựa đã được dựng lên tại một trong những quảng trường của Asaka vào năm 1997 trong lễ kỷ niệm 60 năm thành lập thành phố. Có ý kiến khác cho rằng, "Assake" (tên ban đầu của thành phố) là một thuật ngữ Ba Tư cổ đề cập đến người Scythia ở Trung Á.

## Lịch sử
Thành phố đã được biết đến từ thời cổ đại với cái tên Asaka. Lịch sử ban đầu của Asaka chưa được nghiên cứu nhiều. Avaz Muhammad Attor, một nhà sử học thế kỷ 19, đã đề cập đến Asaka trong cuốn sách Tarixi jahonnoma ("Lịch sử thế giới") của ông. Theo Attor, Khudayar Khan đã xây dựng một lâu đài trên khu vực nay là Asaka. Thành phố bắt đầu phát triển nhanh chóng sau khi các đô thị Andijan và Tashkent gần đó được kết nối bằng một tuyến đường sắt. Vào đầu thế kỷ 20, Asaka chỉ có dân số khoảng 2.000 người.
Năm 1924, Asaka được đổi tên thành Zelensk, theo tên một quan chức địa phương. Năm 1937, nơi đây được nâng lên cấp thành phố và một lần nữa được đổi tên, lần này là Leninsk, theo tên của Vladimir Lenin. Thành phố đã trải qua quá trình công nghiệp hóa nhanh chóng trong thời kỳ Xô viết. Năm 1946, một nhà máy động cơ điện lớn được xây dựng ở Asaka. Đến thập niên 1960, thành phố chuyên chế biến hàng nông sản.
Năm 1994, nhà máy lắp ráp ô tô đầu tiên ở Trung Á được xây dựng tại Asaka bởi UzDaewooAuto, một liên doanh Uzbekistan-Hàn Quốc. Sau sự tan rã của Daewoo vào năm 2001 và sự thay đổi quyền sở hữu, UzDaewooAuto được tái tổ chức thành GM Uzbekistan vào tháng 3 năm 2008.

## Địa lý
Asaka nằm ở độ cao 495 m (1.624 ft) trên mực nước biển ở rìa đông nam của thung lũng Fergana gần biên giới giữa Uzbekistan và Kyrgyzstan. Bằng đường bộ, thành phố cách tỉnh lỵ Andijan 22 km (14 mi) về phía tây nam. Kênh đào Shahrixonsoy chảy qua khu vực này.

### Khí hậu
Asaka có khí hậu sa mạc lạnh (phân loại khí hậu Köppen BWk) với ảnh hưởng của khí hậu lục địa. Thành phố có mùa đông lạnh và mùa hè nóng. Nhiệt độ trung bình tháng 7 là +26,1 °C (79,0 °F). Nhiệt độ trung bình vào tháng 1 là −2,9 °C (26,8 °F).
| Dữ liệu khí hậu của Asaka               | Dữ liệu khí hậu của Asaka | Dữ liệu khí hậu của Asaka | Dữ liệu khí hậu của Asaka | Dữ liệu khí hậu của Asaka | Dữ liệu khí hậu của Asaka | Dữ liệu khí hậu của Asaka | Dữ liệu khí hậu của Asaka | Dữ liệu khí hậu của Asaka | Dữ liệu khí hậu của Asaka | Dữ liệu khí hậu của Asaka | Dữ liệu khí hậu của Asaka | Dữ liệu khí hậu của Asaka | Dữ liệu khí hậu của Asaka |
| Tháng                                   | 1                         | 2                         | 3                         | 4                         | 5                         | 6                         | 7                         | 8                         | 9                         | 10                        | 11                        | 12                        | Năm                       |
| --------------------------------------- | ------------------------- | ------------------------- | ------------------------- | ------------------------- | ------------------------- | ------------------------- | ------------------------- | ------------------------- | ------------------------- | ------------------------- | ------------------------- | ------------------------- | ------------------------- |
| Trung bình ngày tối đa °C (°F)          | 3 (37)                    | 7 (45)                    | 14 (57)                   | 20 (68)                   | 25 (77)                   | 31 (88)                   | 32 (90)                   | 31 (88)                   | 27 (81)                   | 20 (68)                   | 12 (54)                   | 5 (41)                    | 19 (66)                   |
| Tối thiểu trung bình ngày °C (°F)       | −5 (23)                   | −2 (28)                   | 4 (39)                    | 9 (48)                    | 13 (55)                   | 17 (63)                   | 19 (66)                   | 18 (64)                   | 13 (55)                   | 8 (46)                    | 3 (37)                    | −3 (27)                   | 8 (46)                    |
| Lượng Giáng thủy trung bình mm (inches) | 8.8 (0.35)                | 5.6 (0.22)                | 24.3 (0.96)               | 36.6 (1.44)               | 33.9 (1.33)               | 10 (0.4)                  | 4.7 (0.19)                | 1.7 (0.07)                | 2.4 (0.09)                | 5.7 (0.22)                | 5.8 (0.23)                | 19.6 (0.77)               | 159.1 (6.27)              |
| Nguồn:                                  |                           |                           |                           |                           |                           |                           |                           |                           |                           |                           |                           |                           |                           |

## Nhân khẩu
Năm 2010, Asaka có dân số khoảng 66.000 người. Nhiều nhóm dân tộc khác nhau sinh sống trong thành phố, đông nhất là người Uzbek.

## Kinh tế
Asaka là thành phố công nghiệp lớn thứ hai ở tỉnh Andijon sau tỉnh lỵ Andijan. Thành phố có 12 nhà máy công nghiệp lớn và hơn 510 doanh nghiệp vừa và nhỏ.

## Giáo dục
Có bốn trường cao đẳng, một trường chuyên biệt, một trường dạy nghề và một trung tâm học thuật ở Asaka. Thành phố cũng là nơi có 10 trường trung học và 22 trường mẫu giáo.